# イアン・ギブ
イアン・ギブ（Iain Gibb、1968年5月1日 - ）は、スコットランド系カナダ人のナレーター、声優、俳優。血液型 A型。身長 193cm。趣味は、料理と即興劇。特技は大阪弁。娘は、モデルのマギー。
所属会社は、有限会社ワイワイワイ、パフォーマーズネットワーク。25年前に来日して、日本人女性と結婚して一女一男を儲けたが、離婚して子供たちを引き取って男手で育てた。

## 出演

### ナレーション
テレビ番組
- 日経国際番組（メインナレーション）

英会話用CD
- イーオン
- ジャパンタイムズ（TOEIC教材）
- NHK
- ベネッセコーポレーション
- 文英堂

テレビCM
- N0.1トラベル（CNNアジア）
- YAMAHA
- 東リ
- P&G
- ローム
- NATIONAL PANASONIC
- 任天堂
- KONAMI
- エルセラーン化粧品
- 松下電器産業株式会社
- YTV
- KOYO
- Nescafe
- NTT DoCoMo
- キョードー大阪
- Fujitsu
- ツーカーホン関西
- 島津製作所
- ワールド学院（こども英会話のミネルヴァ）
- UNIQLO

ラジオCM
- FM大阪
- FM京都

### テレビCM（実写）
- VC-3000のど飴（ノーベル製菓） -　トレーナー 役
- ECC -　JPB選手 役

### VP（ビデオパッケージ）
- SONY
- ダイキン工業
- リョービ
- カプコン
- 丸紅
- Inter BEE（国際放送機器展）
- DAKS
- ジェームス
- JAS
- テイジン
- 東芝
- NTT
- 東京都
- コロワイド
- アイシン精機
- JICA
- Aventis Pharma
- Komatsu
- JFEスチール
- 慶応義塾大学
- 群馬大学
- JAL
- 二条城プロモーションDVD
- ジョンソン・エンド・ジョンソン
- 三菱地所

### リング・アナウンサー
- K-1 in ハワイ　2008

### ラジオ番組
- 徹底トレーニング英会話　月曜日 - 水曜日 Let's Speak!（NHKラジオ第2放送）

### テレビドラマ
- 土曜ドラマ　トップセールス　第1話（2008年4月12日、NHK）
- ドラマスペシャル・白洲次郎（2009年2月28日・3月7日・9月23日、NHK）
- 土曜ドラマスペシャル　真珠湾からの帰還〜軍神と捕虜第一号〜（2011年12月10日、NHK） -　ゲイリー中佐 役
- 土曜ドラマスペシャル　負けて、勝つ 〜戦後を創った男・吉田茂〜　第一、二、四、五回（2012年9月8日・15日・29日・10月6日、NHK） -　コートニー・ホイットニー 役

### テレビ・バラエティ
- ファミスマ（2014年8月11日、フジテレビ）- ゲスト出演
- 踊る!さんま御殿!!2時間スペシャル（2014年7月29日、日本テレビ）- ゲスト出演
- 有吉ゼミ2時間スペシャル（2014年8月25日、日本テレビ）- ゲスト出演
- 櫻井有吉アブナイ夜会→櫻井・有吉 THE夜会（2015年12月10日、TBSテレビ）- ゲスト出演

### Web配信ドラマ
- ウルトラギャラクシーファイト 大いなる陰謀 英語版（2020年、ウルトラマン80の声、ウルトラマンゼノンの声[2]）

### 映画
- 私は貝になりたい（2008年11月22日、監督：福澤克雄、東宝） -　検事 役

### テレビアニメ
- Free!-Dive to the Future-（2018年、デイビット）

### ゲーム
1999年
- サルゲッチュ　※PS

2001年
- ブラボーミュージック　※PS2

2006年
- エースコンバットX スカイズ・オブ・デセプション　※PSP

2010年
- THE KING OF FIGHTERS XIII（ライデン）※アーケード　7月14日

2011年
- THE KING OF FIGHTERS XIII（ライデン）※PS3　12月1日

2012年
- THE KING OF FIGHTERS XIII（ライデン）※ダウンロード　8月7日
- THE KING OF FIGHTERS XIII CLIMAX（ライデン）※アーケード　4月26日